# Market News
『Market News』（マーケット ニュース）は、ニュース専門チャンネルの日テレNEWS24が放送している番組。2017年3月までのタイトルは『まーけっとNavi&ニュース』（まーけっとナビ アンド ニュース）。本項では同番組についても記述する。

## 放送時間
- 月曜 - 金曜9:00 - 9:30
  - 月曜以外は、10分頃までが経済ニュースで、それ以後はこれまでに入っているニュースを伝える。
  - 祝日の場合は「Morning News」を上記時間帯に当番組の代替で放送。

## 主な番組内容
- 東京証券取引所から寄り付きの様子を生中継し、アナリストが詳しく解説する（月曜はスタジオ、火-金は取引所から）。
- また、月曜日はこれ以外に「Financial INDEX」コーナーが有り、一週間の経済の注目ポイントを解説する。

- 新型コロナウイルスの感染拡大防止の観点から、2020年4月以降、全曜日で電話での解説となっているほか、月曜日の「Financial INDEX」は休止している。

## 出演者
2024年8月現在
キャスター
- 名切万里菜（月曜担当）
- 大重麻衣（火曜担当）
- トーマス・サリー（水曜担当）
- 橋口秀一（木曜担当）
- 戸田山貴美（金曜担当）

経済解説者
- 山田勉（月曜にスタジオ出演）
  - 新型コロナウイルスの感染拡大防止の観点から、2020年4月以降、スタジオ出演はなくなり、電話解説となっている。
- 河合達憲
- 小川佳紀
- 武部力也
- 清水洋介
- 植木靖男
- 広木隆
- 三浦豊
- 福永博之
- 小髙貴久

気象予報士
- 澤井明子（月曜 - 水曜）
- 岡田沙也加（木曜・金曜）
  - 平日担当の気象予報士については、地上波（関東地方など一部地域で放送）で放送されている『ストレイトニュース』の気象情報コーナーも担当する。